# Reruhi Shimizu
Reruhi Shimizu (Japans: 清水 礼留飛, Shimizu Reruhi) (Myoko, 4 december 1993) is een Japanse schansspringer. Hij vertegenwoordigde zijn vaderland op de Olympische Winterspelen 2014 in Sotsji.

## Carrière
Shimizu boekte op 15 augustus 2012 zijn eerste overwinning in de Grand Prix schansspringen. Bij zijn wereldbekerdebuut, in november 2012 in Lillehammer, scoorde de Japanner direct wereldbekerpunten. In december 2012 behaalde hij in Sotsji zijn eerste toptienklassering in een wereldbekerwedstrijd.
Tijdens de Olympische Winterspelen van 2014 in Sotsji eindigde Shimizu als tiende op de grote schans en als achttiende op de normale schans, samen met Taku Takeuchi, Daiki Ito en Noriaki Kasai veroverde hij de bronzen medaille in de landenwedstrijd. Op de wereldkampioenschappen skivliegen 2014 in Harrachov eindigde de Japanner op de twaalfde plaats.

## Resultaten

### Olympische Spelen
| Jaar | Plaats | Resultaten                         |
| ---- | ------ | ---------------------------------- |
| 2014 | Sotsji | 18e HS106 · 10e HS140 · Team HS140 |

### Wereldkampioenschappen skivliegen
| Jaar | Plaats    | Resultaten |
| ---- | --------- | ---------- |
| 2014 | Harrachov | 12e HS205  |

### Wereldbeker
Eindklasseringen
| Seizoen   | Algm | SV  | 4S  |
| --------- | ---- | --- | --- |
| 2012/2013 | 40e  | 56e | 48e |
| 2013/2014 | 32e  | –   | –   |
| 2014/2015 | -    | -   | 63e |

### Grand-Prix
Eindklasseringen
| Jaar | Plaats |
| ---- | ------ |
| 2012 | 4e     |
| 2013 | 7e     |
| 2014 | 12e    |

Grand-Prix-zeges
| Datum            | Plaats     | Schans |
| ---------------- | ---------- | ------ |
| 15 augustus 2012 | Courchevel | HS132  |